# گروه سافت‌بنک
سافت‌بانک (به ژاپنی: ソフトバンク株式会社) شرکت مخابرات ژاپنی است، که در زمینه ارائه خدمات خطوط تلفن ثابت، شبکه تلفن همراه، خدمات اینترنت و پهن‌باند، بازاریابی و تجارت الکترونیک، همچنین در حوزه رسانه‌های گروهی فعالیت می‌نماید.
شرکت سافت‌بانک در سال ۱۹۸۱ راه‌اندازی شد و در سال ۲۰۱۱ ارزش بازار آن معادل ۴۳٫۵۲ میلیارد دلار برآورد گردید. دفتر مرکزی این شرکت در شهر توکیو، ژاپن قرار دارد و بخشی از سهام آن در بازارهای بورس نیویورک و بورس توکیو معامله می‌شود. این شرکت در سال ۲۰۱۳ اقدام به خریداری ۷۸ درصد از سهام شرکت آمریکایی اسپرینت نکستل به ارزش ۲۱٫۶ میلیارد دلار نمود.